# Сунгор
Сунгор (Asong, Assoungor, Asungore, Azanguri, Bognak-Asungorung, Goran, Madungore, Soungor, Sungor) - нило-сахарский язык, распространённый на северо-восточной территории от языков адре и масалит департамента Ассунга региона Ваддай на востоке  Чада и на западе Судана. Это член таманской языковой группы западной ветви нило-сахарских языков.
Ассангори имеет диалекты валад-дулла, сунгор и эренга. Гирга и валад-дулла - этнические группы, которые могут или не могут говорить на различных диалектах. Мадунгоре может быть диалектом языка тама.